# Citigroup Center (New York)
Il Citigroup Center (ex Citicorp Center) è uno dei più alti grattacieli di Manhattan, New York, Stati Uniti. Si trova nella 53ª street tra Lexington Avenue e la Terza Avenue, nel quartiere Midtown Manhattan. Ha 59 piani e conta 279 metri di altezza. Il grattacielo ha diverse peculiarità, ha il tetto spiovente e la base del grattacielo non è a livello delle terra ma è sollevata di 35 metri. È stato disegnato dall'architetto Hugh Stubbins e dall'ingegnere strutturale William LeMessurier.

## Storia
Negli anni 70 Citigroup spese milioni di dollari per comprare i terreni per il suo futuro grattacielo. Tra i terreni acquisti ci fu quello della chiesa St. Peter's Lutheran, i proprietari della chiesa accettarono di vendere il terreno a condizione che la chiesa fosse ricostruita nello stesso posto e che questa non fosse in contatto diretto con il grattacielo. Dato che la chiesa si trovava a uno degli angoli del grattacielo l'ingegnere LeMessurier propose di costruire il grattacielo sollevandolo dal terreno utilizzando dei massicci piloni centrali e delle travi a V che avrebbero scaricato il peso dell'edificio sui piloni centrali. L'innovativo progetto consentiva di accontentare le richieste della chiesa e della Citicorp e quindi nel 1974 venne avviata la costruzioni dell'edificio che tre anni dopo fu inaugurato.

### Crisi del 1978

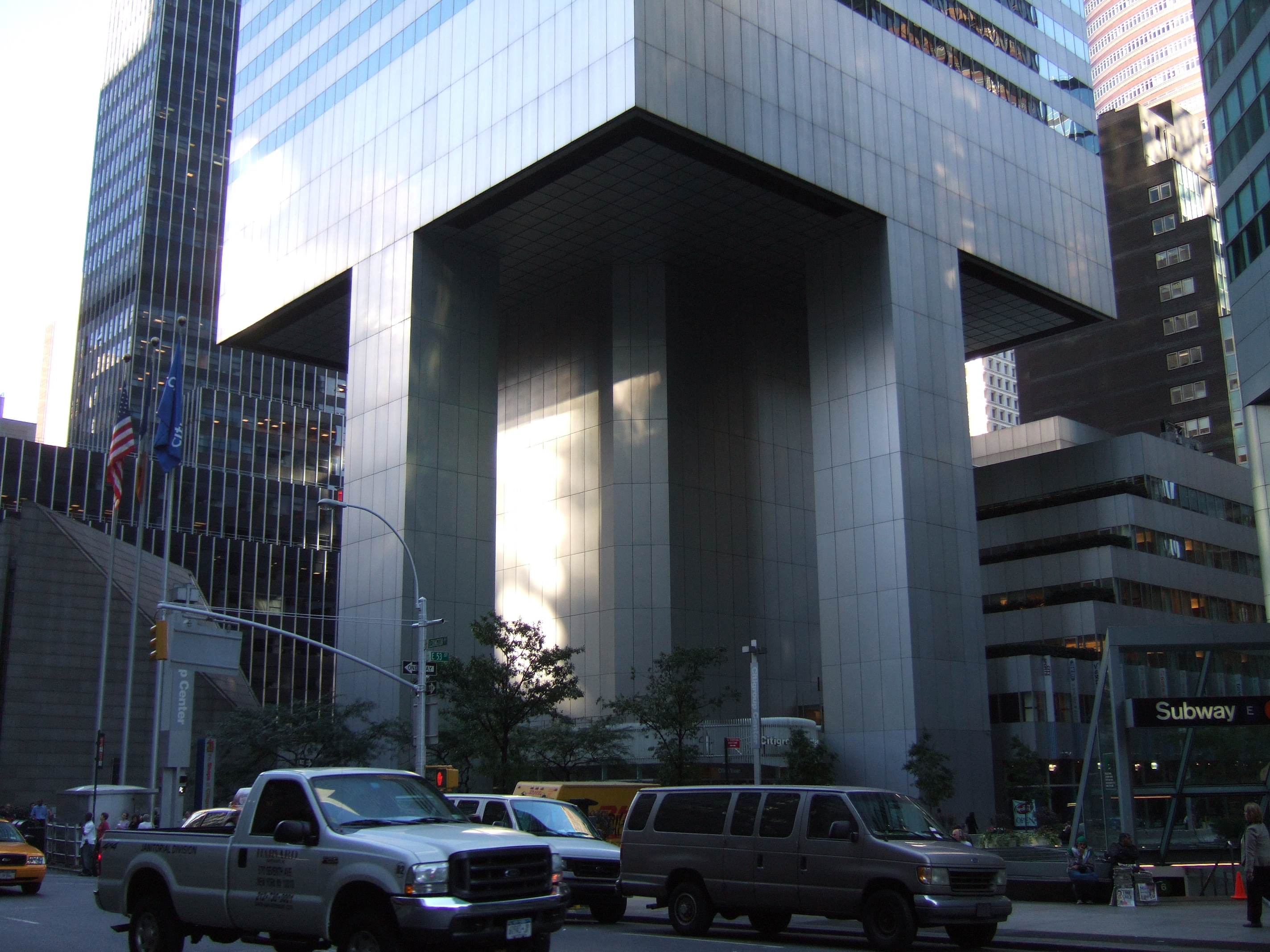
Base del Citigroup Center

A causa di un errore di progetto e di modifiche in corso d'opera, l'edificio realizzato era strutturalmente non abbastanza solido in determinate condizioni. Durante il progetto LeMessurier aveva effettuato i calcoli ipotizzando dei venti che colpissero frontalmente le facciate (come richiesto dalla normativa di New York) senza considerare il vento inclinato di 45 gradi rispetto alle facciate che induceva nelle strutture carichi completamente diversi. Nel 1978 Diane Hartley, laureanda dell'università di Princeton che stava scrivendo la sua tesi sul Citigroup Center, effettuò i calcoli di controllo considerando il vento laterale inclinato; notando carichi anomali contattò lo studio di LeMessurier per comprendere dove stava sbagliando nel controllo. LeMessurier ricontrollò i calcoli tenendo conto del vento inclinato a 45° rispetto alle facciate principali e scopri che un tale vento avrebbe incrementato il carico sulle strutture del 40%, e che questo si sarebbe tradotto in un aumento del carico sui giunti di collegamento del 160%.

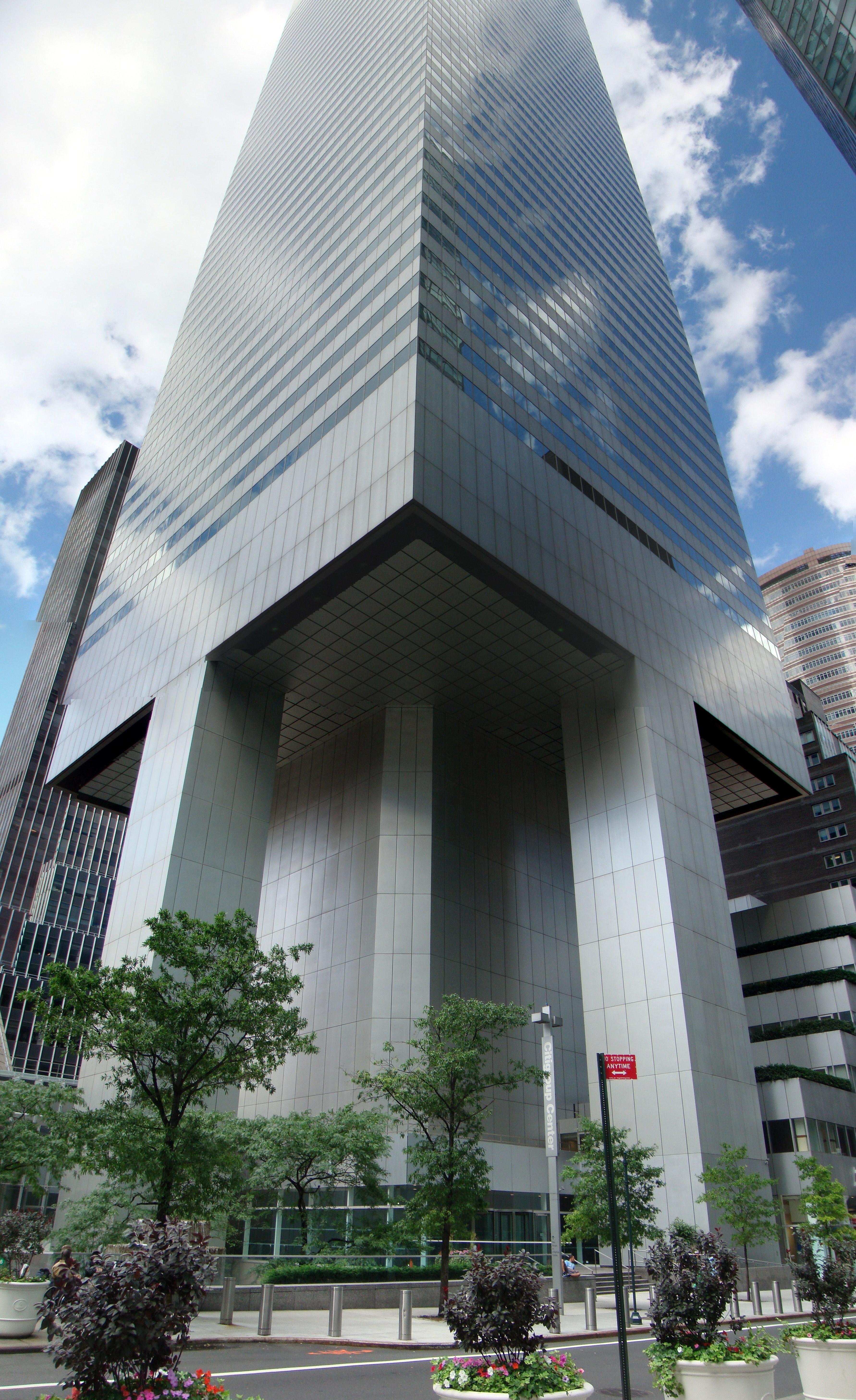
Vista dal basso dell'edificio

Il progetto originario di LeMessurier prevedeva che i giunti di collegamento fossero saldati, con conseguente distribuzione degli sforzi, ma in corso d'opera si decise di usare giunzioni bullonate sugli stessi giunti, soluzione più economica, ma strutturalmente con sforzi localizzati e quindi più debole. I giunti saldati sarebbero stati in grado di reggere il carico prodotto dal vento inclinato mentre i giunti imbullonati si calcolò che avrebbero retto solo a venti di 113 km/h (un vento da uragano), superato tale limite l'edificio sarebbe crollato.
Simulazioni nella galleria del vento permisero di stimare che un uragano con un vento sufficientemente veloce da abbattere l'edificio poteva colpire New York ogni 55 anni in media. Inoltre l'edificio aveva uno smorzatore a massa risonante elettrico che serviva a controbilanciare la maggior parte del carico prodotto dal vento, ma se per ipotesi fosse venuta a mancare l'energia elettrica (cosa non impossibile durante un uragano) lo smorzatore avrebbe smesso di funzionare, e sarebbe bastato un vento molto meno intenso per far crollare il palazzo. Un vento di tale tipo era previsto potesse colpire la città in media ogni 16 anni.
Nel giugno dell'anno divennero chiari i problemi di sicurezza, e che questi dovevano essere corretti rapidamente dato che stava iniziando la stagione degli uragani.
LeMessurier rifletté a lungo su come affrontare il problema, se rendere noto al pubblico il problema rovinando la sua reputazione professionale e rischiando di generare il panico nel caso un uragano avesse colpito la città, o se gestire segretamente il problema. Alla fine LeMessurier parlò con l'architetto (Hugh Stubbins) e poi con i dirigenti Citygroup. A questi consigliò di correggere subito gli errori dell'edificio senza informare la stampa, cosa facilitata dallo sciopero della stampa che al momento si stava svolgendo in città.

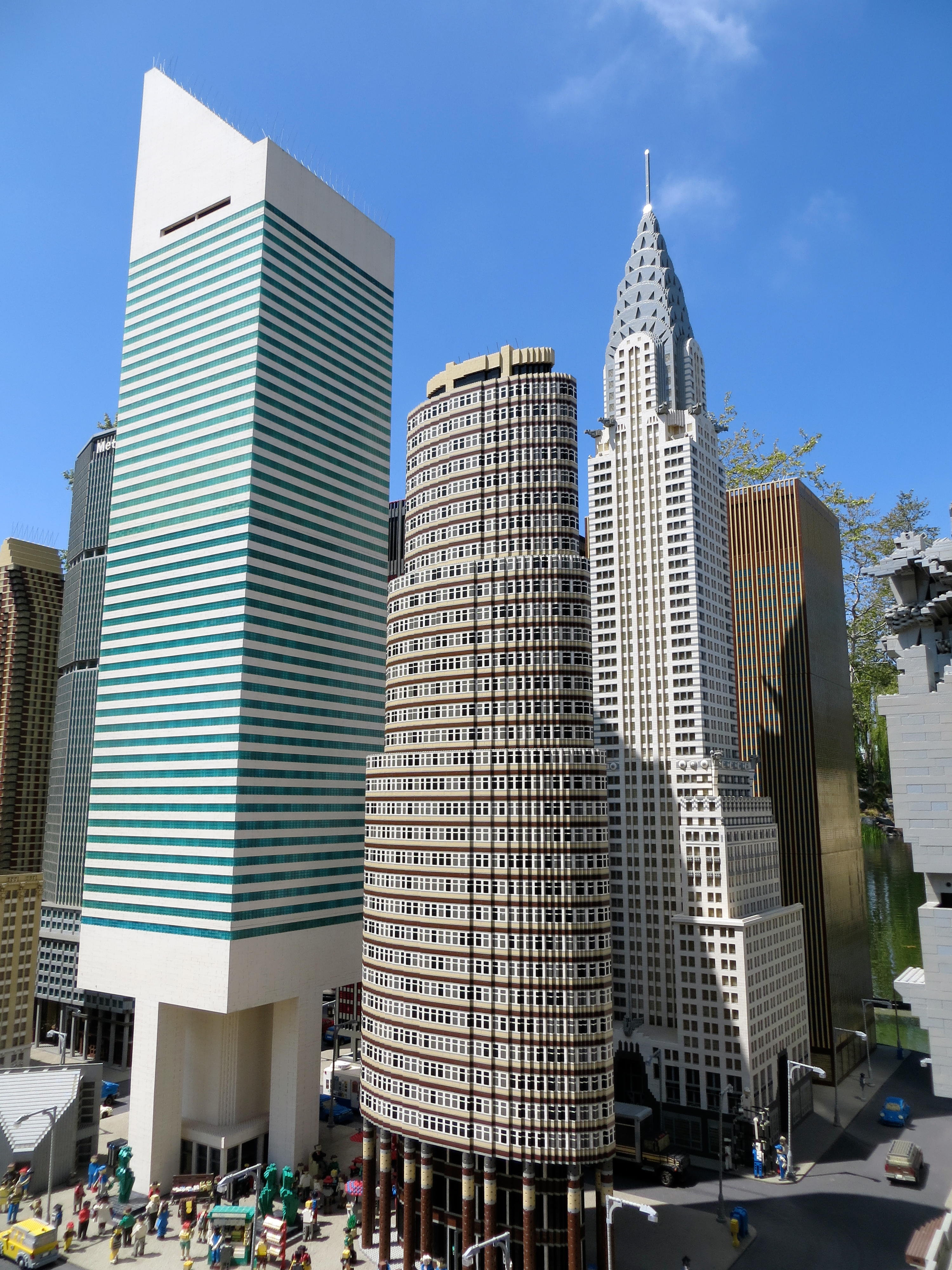
Un modello in Lego del Citigroup Center, assieme al Chrysler Building e al Lipstick Building

Per i seguenti tre mesi ogni notte sette giorni su sette squadre di operai operarono nell'edificio per saldare ad ogni giunto due piastre di acciaio per rafforzarne l'integrità strutturale. Durante i lavori l'uragano Ella si diresse verso la città e le autorità locali definirono un piano di emergenza per evacuare il quartiere circostante l'edificio. Prima di colpire la costa l'uragano cambiò direzione di 90°, e non colpì la città, questo diede il tempo alle squadre di terminare il lavoro di rafforzamento dell'edificio.
La notizia dei problemi strutturali dell'edificio divennero di dominio pubblico solo nel 1995 quando il The New Yorker li raccontò in un lungo articolo.

### Etica
L'architetto Eugene Kremer ha discusso dell'etica di LeMessurier su come ha affrontato il problema.
LeMessurier è stato criticato per non aver controllato con sufficiente attenzione le modifiche in corso d'opera della costruzione rispetto a quanto da lui progettato, per non avere informato gli abitanti prossimi all'edificio della situazione di rischio, per aver attivamente disinformato il pubblico durante le operazioni di rafforzamento dell'edificio, e per non aver informato per due decenni i colleghi dei problemi da lui individuati, e fortunosamente risolti.
Kremer ha discusso sei punti:
1. Analisi del carico dei venti. Bisogna verificare tutte le ragionevoli ipotesi di calcolo, e non basarsi sul rispetto di norme, quelle sono i requisiti minimi, non lo stato dell'arte.
2. Modifiche di quanto previsto a progetto. In questo caso i giunti imbullonati e non saldati. Le modifiche al progetto vanno considerate e condivise con tutti i soggetti responsabili, e non devono essere lasciate dipendenti da decisioni estemporanee.
3. Responsabilità professionale. Il concetto di priorità nella condotta professionale. LeMessurier non ha evidentemente considerato nelle opere di correzione la sicurezza pubblica come prima priorità.
4. Dichiarazioni pubbliche. In questo caso le dichiarazioni pubbliche di LeMessurier e di Citygroup hanno cercato di disinformare deliberatamente l'opinione pubblica.
5. Sicurezza pubblica. Le errate dichiarazioni pubbliche hanno negato al pubblico il diritto di gestire la propria sicurezza, e di prendere al proprie decisioni e tal proposito.
6. Avanzamento e scambio della conoscenza professionale. Nascondendo agli altri professionisti il problema per 20 anni ha ritardato l'apprendimento tecnico e etico che ne sarebbe derivato dalla sua conoscenza.